# 雯基
雯基（約1704年—？），字學徵，鑲黃旗滿洲人，監生，乾隆十四年十二月內（1750年）用四川順慶府知府，二十二年（1757年）調四川夔州府知府。并兼管夔關稅務，乾隆二十八年（1763年）在卸任時，與接任者書敏交代。書敏截算，少稅銀七千餘兩，既得知雯基「素有侵蝕，囊橐厚實，實因供缺稅，應賠名目。向雯基勒索銀六千五百兩，私人己橐」。書敏「出具交代冊結」，咨布政司。時任布政使趙孫英駁查。新上任的總督阿爾泰又進一步調查，由此揭出雯基、書敏侵貪稅款案。革職並革去雯基承襲之恩騎尉。